# Gökhan Kılıç
Gökhan Kılıç, né le 6 janvier 1981 est un haltérophile turc.

## Palmarès

### Championnats d'Europe d'haltérophilie
- Championnats d'Europe d'haltérophilie 2012 à Antalya
  -  Médaille de bronze en moins de 56 kg.
- Championnats d'Europe d'haltérophilie 2011 à Kazan
  -  Médaille d'argent en moins de 56 kg.